# 琉球通運presents こころにユトリの音楽を
『琉球通運presents こころにユトリの音楽を』（りゅうきゅうつううんプレゼンツ こころにユトリのおんがくを）は、2020年3月27日まで琉球放送運営のRBCiラジオで放送されていたラジオ番組。琉球通運の一社提供。
番組は毎週月曜 - 金曜 18:05 - 18:10（日本標準時）に放送。交通混雑が起きるこの時間帯に、ドライバーたちが心にゆとりを持てるような曲を選んでかけていた。